# Gavó

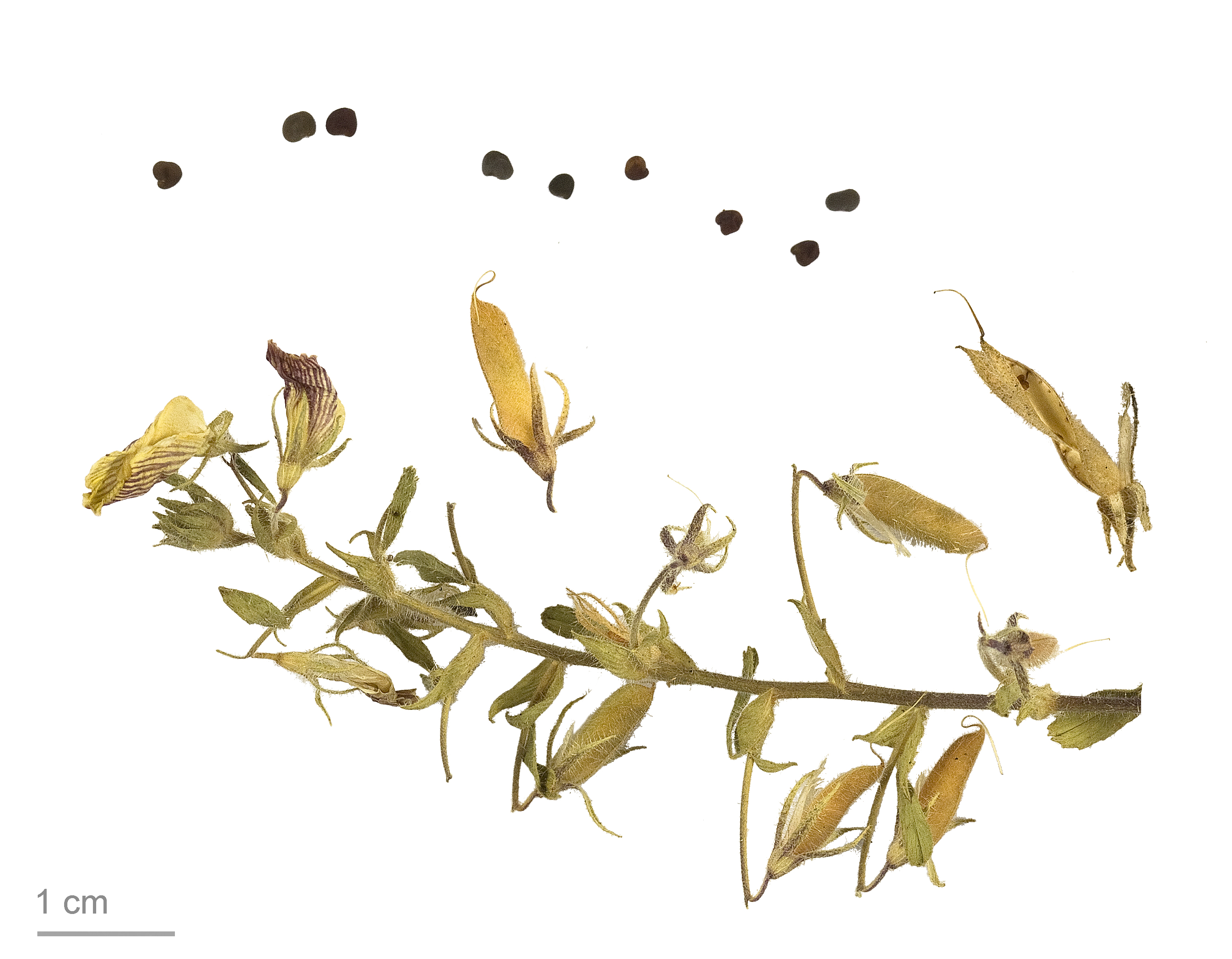
Ononis natrix

El gavó, gaó groc, gaó, llentia borda, motxa, ugó o ungla de gat(Ononis natrix) és una planta de la família de les fabàcies.

## Distribució i hàbitat
És pròpia de llocs secs i assolellats, sovint pedregosos o sorrencs, com dunes i prades calcàries. Està estesa per tot el territori i és força comuna (més comuna cap al litoral).
Als Països Catalans n'hi ha tres subespècies (hispanica, ramosisima i natrix); la subespècie Ononis natrix crispa ara se'n considera una espècie diferent (Ononis crispa).

## Descripció
El gavó és una mata de densament pilosa, de tacte enganxós i amb flors papilionades de color groc amb estries vermelles, molt vistoses. Les fulles són compostes i tenen en general tres folíols, si bé les fulles florals només en tenen un. Els folíols són lleugerament dentats. El peduncle de les flors té una aresta (un filament erecte) molt característic. Floreix a la primavera i l'estiu.